# Seo Taiji and Boys
Seo Taiji and Boys (hangul: 서태지와 아이들) – południowokoreański zespół muzyczny aktywny w latach 1992–1996. Trzech członków boys bandu, Seo Taiji, Yang Hyun-suk i Lee Juno, eksperymentowało z różnymi gatunkami popularnej muzyki zachodniej. Seo Taiji and Boys odniosło wielki sukces i przypisuje się im zmienienie koreańskiego przemysłu muzycznego, pionierując w wykorzystywaniu rapu w koreańskiej muzyce popularnej oraz podejmując krytykę społeczną, pomimo presji ze strony komitetów etyki i cenzury.
Zespół zdobył Grand Prize na Seoul Music Awards zarówno w 1992, jak i w 1993 roku. W kwietniu 1996 roku Billboard poinformował, że pierwsze trzy albumy zespołu sprzedały się w ponad 1,6 miliona egzemplarzy, a czwarty album zbliżał się do dwóch milionów, stając się wszystkimi czterema jednymi z najlepiej sprzedających się albumów w Korei Południowej.

## Historia
Po rozpadzie heavymetalowego zespołu Sinawe w 1991 roku Seo Taiji zmienił kierunek i utworzył grupę Seo Taiji and Boys z tancerzami i wokalistami wspierającymi Yang Hyun-suk i Lee Juno. Yang powiedział, że pierwszy raz spotkał Seo, gdy muzyk przyszedł do niego, aby nauczyć się tańczyć. „Oczarowany”  jego muzyką, Yang zaoferował dołączenie do grupy, a później zwerbowali Lee, który był jednym z najlepszych tancerzy w Korei i dołączył do grupy jako tancerz wspierający, mimo że sam był bardzo ceniony, ponieważ muzyka „poruszała [jego] serce”. Seo Taiji po raz pierwszy zetknął się z technologią MIDI w Korei Południowej na początku lat 90. i zaczął eksperymentować z różnymi dźwiękami MIDI, aby stworzyć nowy rodzaj muzyki, który nie był znany publiczności. Początkowo nie planował debiutować jako boys bandu taneczno/popowy, a sukces Seo Taiji and Boys w mainstreamie był niespodzianką.

### 1992: „I Know”
Trio zadebiutowało w programie talentów MBC 11 kwietnia 1992 roku z piosenką „Nan Arayo” (난 알아요, „I Know”) i otrzymało najniższą ocenę od jury. Jednakże, piosenka i ich debiutancki album o tym samym tytule odniosły tak ogromny sukces, że według MTV Iggy, „muzyka K-pop nigdy nie będzie taka sama”. „Nan Arayo”, będąca jednym z pierwszych koreańskich utworów rapowych, stała się ogromnym hitem; nowojorskie inspiracje beatami, optymistycznymi zwrotkami rapowymi i refrenami w stylu popowym, połączone z nowatorskimi tańcami, oczarowały koreańską publiczność. Teledysk do „Nan Arayo”, inspirowany Technotronic do „Pump Up the Jam” i Snap! „The Power”, charakteryzował się zmieniającym się nasyceniem kolorów, efektami chroma key oraz dynamicznymi ujęciami tancerzy. Grupa sprzedała ponad 1,5 miliona kopii albumu w ciągu miesiąca od premiery, a Seo Taiji and Boys zdobyli Nagrodę Golden Disc za „Nan Arayo” w 1992 roku. Magazyn Spin umieścił „Nan Arayo” na 4. miejscu swojej listy 21 największych k-popowych piosenek wszech czasów w 2012 roku. W 2015 roku magazyn Rolling Stone umieścił ją na 36. miejscu na swojej liście 50 najlepszych piosenek boys bandów wszech czasów. „Nan Arayo” jest również uznawana za utwór, który przyczynił się do popularności rapu w K-popie oraz hybrydyzacji koreańskiego stylu ballady z rapem, rockiem i techno.

### 1993: „Hayeoga”
W swoim drugim albumie z 1993 roku grupa skierowała się w innym kierunku. Chociaż album nadal był głównie albumem tanecznym, kilka piosenek, takich jak „Hayeoga” (하여가, 何如歌, „Anyhow Song”), połączyło elementy heavy metalu i tradycyjnej koreańskiej muzyki ludowej poprzez użycie taepyeongso, instrumentu dętego z podwójną stroiką i struktury melodycznej. Pomimo kontrowersji, że solówka gitarowa pośrodku utworu jest plagiatem utworu „First Strike is Deadly” zespołu Testamentu, gitarzysta wykonujący tę solówkę, Lee Tae-Seop, wspomniał w wywiadzie, że arpeggia solówki są reinterpretacją skandynawskich pieśni ludowych, które nie mają prawa autorskiego. „Hayeoga” przyniosła im drugą Nagrodę Golden Disc. Ponadto, podczas promocji albumu, grupa została zakazana występów w krajowym kanału telewizyjnym KBS-TV, ponieważ nosili kolczyki, rozdartych jeansów i mieli dredy, co komitety etyki utożsamiały z reggae, ruchami oporu i odrzucaniem norm społecznych (choć ich jasno farbowane długie włosy w 1995 roku nie spotkały się z podobnym zakazem). Była to pierwsza z licznych kontrowersji związanych z Seo Taiji and Boys. Drugi album zespołu stał się pierwszym albumem w historii Korei, który sprzedał się w nakładzie ponad miliona egzemplarzy dwukrotnie

### 1994: „Classroom Idea”
W trzecim albumie grupa skierowała się w stronę bardziej heavymetalowego i rockowego stylu. Utwory taneczne były praktycznie nieobecne, z wyjątkiem „Dreaming of Bal-Hae” (발해를 꿈꾸며), alternatywnego utworu rockowego, który wyrażał nadzieję na zjednoczenie Korei Północnej i Południowej i przyniósł zespołowi trzecią Nagrodę Golden Disc. Zamiast tego, utwory takie jak kontrowersyjna „Classroom Idea” (교실 이데아) z growlowymi wokalami, zainspirowane takimi zespołami jak Beastie Boys i Rage Against the Machine, wykonywanymi przez Ahn Heung-Chana z Crash, stały się głównymi utworami. Piosenka była niezwykle krytyczna wobec koreańskiego systemu edukacji i presji wywieranej na młodzież, aby odnosiła sukcesy w nauce, takie jak dobrze zdawanie egzaminów wstępnych na uniwersytet. Piosenka została zakazana na antenie telewizyjnej i radiowej (ale przeszła przez komitety etyki) ze względu na krytykę systemu edukacji zawartą w jej tekstach:

„Codziennie rano wprowadzasz nas do małej sali lekcyjnej przed siódmą trzydzieści, wciskając te same rzeczy do siedmiu milionów głów dzieci z całego kraju. Te ciemne, zamknięte klasy pochłaniają nas. Moje życie jest zbyt cenne, by być tu marnowane.”

Dodatkowo, zespół był oskarżany o ukrywanie satanistycznych przekazów za pomocą odwracania dźwięków w tej piosence. Choć później główne media udowodniły, że te oskarżenia są bezpodstawne, panika moralna okazała się trudna do wyeliminowania.

### 1995: „Regret of the Times”
Nie ustępując, czwarty album Seo Taiji and Boys eksplodował kontrowersyjnymi piosenkami. „Come Back Home” było wypadem w stronę gangsta rapu, z wysokim, przerysowanym, nosowym głosem, który był inspirowany B-Real z Cypress Hill w utworze „Insane in the Brain” oraz House of Pain. „Pilseung” (필승, 必勝, „Certain Victory”) również odniosło sukces dzięki alternatywnemu rockowemu brzmieniu i krzykliwym głosem przypominającym „Jump Around” zespołu House of Pain. Jednak „Regret of the Times” (시대유감, 時代 遺憾) zostało zakazane przez Komitet Etyki Wykonawczej za teksty krytykujące rząd. Wersja utworu zamieszczona na albumie była tylko instrumentalna, ponieważ Seo odmówił przepisania lub usunięcia oryginalnych trzech wersów, które Komitet Etyki domagał się zmiany (pogrubione):

„Wykształceni starsi przechadzają się ulicą trzymając piękne lalki. Wydaje się, że nadszedł dzień, na który wszyscy w tajemnicy czekali. Usta pomalowane na czarno. Odeszła era uczciwych ludzi. [...] Życzę sobie nowego świata, który obali wszystko. [...] Mam nadzieję, że będę mógł wymierzyć zemstę za żal w moim sercu. Dziś wieczorem!”

Reakcja fanów była ogromna, a system „pre-cenzury” (사전심의제) został zniesiony w czerwcu 1996 roku, częściowo w wyniku tej reakcji. Miesiąc po zniesieniu systemu ukazał się minialbum zatytułowany Regret of the Times, zawierający pierwotną wersję piosenki.

### 1996: Emerytura
Seo Taiji and Boys wycofali się z popularnej sceny muzycznej Korei Południowej w styczniu 1996 roku, w trakcie jej złotych czasów. Lee później oświadczył, że Seo podjął decyzję o rozwiązaniu zespołu podczas nagrywania ich czwartego albumu, co bardzo zaskoczyło Yang'a i samego Lee. Ogłoszenie o zakończeniu działalności zespołu było ogromnym rozczarowaniem dla milionów fanów w Korei. Album kompilacyjny Goodbye Best Album został wydany jeszcze w tym samym roku.
Seo Taiji wyjechał do Stanów Zjednoczonych niedługo po tym, podczas gdy Lee Juno i Yang Hyun-suk założyli wytwórnie płytowe zaraz po zakończeniu kariery. Yang Hyun-suk odniósł sukces, zakładając YG Entertainment, jedną z trzech największych wytwórni muzycznych w kraju. Seo Taiji powrócił do muzyki dwa lata później, odnosząc ogromny sukces jako solowy artysta; obecnie jest nazywany „prezydentem kultury” w Korei Południowej. W 2007 roku wszystkie cztery albumy Seo Taiji and Boys znalazły się na liście 100 najlepszych albumów popowych według Kyunghyang Shinmun, przy czym pierwszy zajął najwyższe miejsce - numer 24.
W 2014 roku, gdy zapytano o możliwość powrotu Seo Taiji and Boys, Seo ujawnił, że trzej członkowie często o tym rozmawiali. Jednak powiedział:

„Największą przeszkodą jest to, że w przeszłości dawaliśmy naprawdę piękne występy, które fani pamiętają, ale jeśli teraz się znowu połączymy, obawiam się, że możemy ich rozczarować, więc nie jestem pewny siebie. Z wiekiem coraz bardziej tracę pewność siebie. Nie sądzę, żebym był w stanie tańczyć tak zaciekle, jak kiedyś.”

## Wpływ i dziedzictwo
Poprzez połączenie tych elementów muzycznych z balladami koreańskimi, Seo Taiji and Boys stworzyli podstawy dla hybrydyzacji muzyki Korei z zachodnią, co zaowocowało powstaniem podwalin dla nowoczesnego K-popu. Ta hybrydyzacja muzyki i ukierunkowanie na taneczne ruchy były jednym z fundamentalnych powodów popularności koreańskiej muzyki rozrywkowej, zwłaszcza wśród nastolatków i osób wczesnych dwudziestu lat, ponieważ promowała zdolność koreańskiej muzyki rozrywkowej do penetracji zagranicznych rynków w tym, co stało się znane jako Korean Wave. Doobo Shim, badacz kultury azjatyckiej, przypisuje Seo Taiji and Boys stworzenie „charakterystycznego koreańskiego stylu pop”, który stał się powszechny. Ponadto, zespół został uznany za najważniejszy koreański produkt kulturalny w badaniu przeprowadzonym przez Samsung Economic Research Institute w 1997 roku.
Seo Taiji and Boys działali jako narzędzie zmian w Korei, wyzwalając zmiany w przepisach dotyczących cenzury oraz hegemonii telewizyjnych sieci nad rynkiem muzycznym. W 1995 roku Koreańska Komisja Etyki Nadawczej zażądała, aby Seo Taiji and Boys zmienili teksty piosenek „Shidae Yugam”. To wywołało protesty i doprowadziło do zniesienia cenzury wstępnej w muzyce w Korei. Seo Taiji nie musiał również polegać na telewizyjnych sieciach, ponieważ posiadał własne studio. Ta autonomia pozwoliła Seo wprowadzić podkultury w Korei, takie jak heavy metal, na czoło kultury popularnej i kwestionować powszechne normy społeczne. Niezależny sukces zespołu osłabił władzę telewizyjnych sieci nad decydowaniem, które artystki i artyści pojawiają się w programach, co z kolei dało impuls rozwojowi wpływu wytwórni muzycznych i agencji talentów. Takie firmy przyczyniły się do powstania zespołów takich jak HOT, Sechs Kies, Uptown czy Shinhwa.
Dodatkowo, moda Seo Taiji and Boys kontrastowała wyraźnie z ówczesną konwencją. Styl członków zespołu obejmował noszenie dopasowanych marynarek i schludnych koszul, jak również mody ulicznej. Wprowadzali do swojej stylizacji tradycyjne koreańskie stroje ludowe i szkockie spódnice kilt, prezentując różnorodność kultur. Seo Taiji and Boys byli pionierami „snowboardowego wyglądu”, który obejmował ciemne okulary przeciwsłoneczne, czapki narciarskie i duże parki. Ponadto, noszenie dredów przez członków zespołu w 1993 roku spowodowało reakcyjne zakazanie występów zespołu w telewizji publicznej.
Innym aspektem koreańskiego popu, na który miało wpływ Seo Taiji and Boys, był taniec. Zespół jako pierwszy uczynił taniec dominującym elementem występów, włączając układy taneczne związane z breakdancingiem. Tancerz Nam Hyun-joon wymienia Seo Taiji and Boys jako główny wpływ i pojawił się w jednym z teledysków członka zespołu, Lee Juno.
W ramach projektu „TIME: TRAVELER”, obchodzącego 25. rocznicę Seo Taiji and Boys, zespół BTS w 2017 roku stworzył nową wersję utworu „Come Back Home”, odzwierciedlającą podobne przesłanie co do zmian społecznych, o których Seo Taiji and Boys mówili w swoich piosenkach. Przy zachowaniu stylu gangsta rap, J-Hope rapuje: „Czuję się przytłoczony w swoim życiu. To, co blokuje moje życie, to moje lęki związane z jutrem”, podczas gdy RM dodaje: „Bo jesteśmy wciąż młodzi, przed nami przyzwoita przyszłość. Teraz otrzyj te stare łzy i wróć do domu". Choć społeczna krytyka koreańskiej kultury Seo była poprzedzona piosenkami Kim Min-ki, który skupiał się na przemocy politycznej w czasach Czwartej Republiki Korei pod przywództwem Park Chung-hee, utwory Seo zawierały bardziej bezpośrednie teksty i zachowywały jego muzyczną tożsamość, odmawiając ulegania politykom wstępnej cenzury obowiązującej w tamtym czasie. Faktycznie, jego artystyczna twórczość nie była ograniczana przez kampanie marketingowe i reklamowe, co mogło przyczynić się do sukcesu zespołu.

## Członkowie
- Seo Taiji (서태지) – główny wokal, bas, gitara, keyboard, główny autor tekstów, lider
- Yang Hyun-suk (양현석) – wokal wspierający, raper, choreografia
- Lee Juno (이주노) – wokal wspierający, choreografia

## Dyskografia

### Albumy studyjne
| Tytuł                  | Szczegóły albumu                                                               | Sprzedaż         |
| ---------------------- | ------------------------------------------------------------------------------ | ---------------- |
| Seo Taiji and Boys     | - Wydany: 23 marca 1992 - Wytwórnia: Bando Records - Formaty: CD, kaseta       | - KOR: 1 800 000 |
| Seo Taiji and Boys II  | - Wydany: 21 czerwca 1993 - Wytwórnia: Bando Records - Formaty: CD, kaseta     | - KOR: 2 200 000 |
| Seo Taiji and Boys III | - Wydany: 13 sierpnia 1994 - Wytwórnia: Bando Records - Formaty: CD, kaseta    | - KOR: 1 600 000 |
| Seo Taiji and Boys IV  | - Wydany: 5 października 1995 - Wytwórnia: Bando Records - Formaty: CD, kaseta | - KOR: 2 400 000 |

### Single
| Tytuł                                                    | Rok  | Album                  |
| -------------------------------------------------------- | ---- | ---------------------- |
| „I Know” (난알아요)                                      | 1992 | Seo Taiji and Boys     |
| „You, In the Fantasy” (환상 속의 그대)                   | 1992 | Seo Taiji and Boys     |
| „Anyhow Song” (하여가)                                   | 1993 | Seo Taiji and Boys II  |
| „Classroom Idea” (교실 이데아)                           | 1994 | Seo Taiji and Boys III |
| „Dreaming of Balhae” (발해를 꿈꾸며)                     | 1994 | Seo Taiji and Boys III |
| „Come Back Home”                                         | 1995 | Seo Taiji and Boys IV  |
| „Regret of the Times” (시대 유감)                        | 1995 | Seo Taiji and Boys IV  |
| Pozycje na listach przebojów nie są dostępne dla singli. |      |                        |